# Lispinus aequipunctatus
Lispinus aequipunctatus är en skalbaggsart som beskrevs av Leconte 1868. Lispinus aequipunctatus ingår i släktet Lispinus och familjen kortvingar. Inga underarter finns listade i Catalogue of Life.